# Clima subtropical úmido

Zonas de clima subtropical úmido no mundo de acordo com uma classificação climática de Köppen modificada, e que usa um limiar de 0 °C para o mês mais frio.
Zona Cfa
Zona Cwa

O clima subtropical úmido (português brasileiro) ou clima subtropical húmido (português europeu) acontece, usualmente, nos litorais a leste dos continentes, entre latitudes de 30° e 45° em ambos os hemisférios. Enquanto muitos climas subtropicais tendem a estar localizados em ou perto de locais costeiros, em alguns casos eles se estendem para o interior, principalmente na China e nos Estados Unidos.
Sob a classificação climática de Köppen, os climas Cfa e Cwa são descritos como climas subtropicais úmidos ou climas temperados suaves. Estes climas apresentam temperaturas médias no mês mais frio entre 0 °C ou −3 °C e 18 °C e temperaturas médias no mês mais quente de 22 °C ou superior. No entanto, enquanto alguns climatologistas optaram por descrever este tipo de clima como um "clima subtropical úmido", o próprio Köppen nunca usou esse termo. A classificação de "clima subtropical úmido" foi oficialmente criada na classificação climática de Trewartha.
O sistema de Trewartha foi uma atualização de 1966 da classificação climática de Köppen e procurou redefinir os climas de latitude média em zonas menores (o sistema de Köppen original agrupou todos os climas de latitude média em uma única zona). Sob a classificação climática de Trewartha, os climas são denominados subtropicais úmidos quando têm temperaturas médias mensais do ar superiores a 10 °C por oito ou mais meses do ano, e pelo menos um mês com temperatura média abaixo de 18 °C. Sob o sistema Trewartha, os climas subtropicais úmidos normalmente ocupam as porções mais ao sul da zona temperada, de 25,0 a 45,0° de latitude norte e sul.
A precipitação geralmente atinge seu máximo nível no verão, especialmente onde as monções são bem desenvolvidas, como no sudeste da Ásia e na Flórida. Outras áreas têm ciclos de chuva mais uniformes ou variáveis, mas faltam consistentemente nos meses de verão secos previsíveis. A maioria das chuvas de verão ocorre durante tempestades que se acumulam devido ao intenso aquecimento da superfície e ao forte ângulo solar subtropical. As baixas tropicais fracas que se movem de oceanos tropicais adjacentes, assim como tempestades tropicais infrequentes, frequentemente contribuem para altos níveis de chuvas sazonais no verão. As chuvas de inverno costumam estar associadas a grandes tempestades nos planaltos que têm frentes que atingem latitudes subtropicais. No entanto, muitos climas subtropicais como o do sudeste da Ásia ou da Flórida têm invernos muito secos, com frequentes incêndios e escassez de água.

## Tipos de clima subtropical úmido
Na classificação climática de Köppen-Geiger, a segunda letra indica o padrão de precipitação. Nessa classificação, o subtropical úmido possui dois sub-tipos:
- Cfa - clima subtropical úmido com precipitação abundante e bem distribuída ao longo de todo o ano. Este tipo climático está a grosso modo, localizado intrinsecamente no sudeste de quase todos os continentes do globo, com exceção da Europa e da Antártida. No sudeste da Oceania(Austrália), no sudeste da América do Norte, no sudeste da América do Sul, no sudeste da Ásia ;[5]
- Cwa - clima subtropical úmido com invernos secos (a média do mês mais seco é menor que um décimo da precipitação média do mês de verão mais úmido, ou menos de 40 mm).[5]

## África
Na África, os climas subtropicais úmidos são encontrados principalmente na parte sul do continente. O clima Cwa é encontrado em grande parte do interior das regiões da África Central e Oriental. Esta área inclui as províncias centrais de Angola, nordeste do Zimbabwe, e nas províncias de Niassa, Manica e Tete em Moçambique, as províncias do sul do Congo, o sudoeste da Tanzânia e a maioria do Malawi e da Zâmbia. Algumas partes baixas das terras altas da Etiópia também têm esse clima.
O clima também é encontrado nas estreitas seções costeiras do sul e do leste da África do Sul, principalmente nas províncias de KwaZulu-Natal e Eastern Cape. A versão deste clima na África do Sul apresenta influências oceânicas pesadas, resultando em temperaturas geralmente mais amenas. Isto é particularmente evidente em seus invernos quando as temperaturas não caem tão baixo quanto em muitas outras regiões dentro da categoria subtropical úmida.

## América do Norte

Tipos climáticos dos Estados Unidos segundo Köppen.
Zona climática Cfa
Zona climática Cwa

Mapa do México na classificação climática de Köppen.
Zona climática Cfa
Zona climática Cwa

Na América do Norte, os climas subtropicais úmidos são geralmente encontrados exclusivamente nos estados do Golfo do México e na Costa Leste, incluindo os seguintes estados: a metade leste do Texas, Oklahoma, Louisiana, Arkansas, Alabama, Mississipi, Tennessee, Kentucky, Carolina do Norte, Carolina do Sul, Geórgia e Flórida. Na península da Flórida, o clima subtropical úmido dá lugar ao clima tropical no sul da Flórida e em Florida Keys.
Sob a classificação climática de Köppen, o clima também pode ser encontrado no Médio Atlântico, principalmente na Virgínia, nas elevações mais baixas da Virgínia Ocidental, Maryland, Delaware, Washington, Nova Jersey, sudeste da Pensilvânia e muito ao sul de Nova Iorque, especificamente nas cidades de Nova Iorque e seções de Long Island. Ele também pode ser encontrado no Centro-Oeste, principalmente nas porções central e meridional do Kansas e Missouri, e em partes mais ao sul de Illinois, Indiana e Ohio.
No México, existem pequenas áreas de climas Cfa e Cwa. O clima pode ser encontrado em pequenas áreas espalhadas pela parte nordeste do país, nas proximidades do Golfo do México. Outras áreas onde o clima pode ser encontrado estão nas altas elevações do Cinturão Vulcânico Trans-Mexicano e da Sierra Madre Oriental. Apesar de estar localizado em altitudes mais elevadas, esses locais têm verões que são muito quentes para se qualificar como um clima subtropical de altitude. O clima de Guadalajara é um grande exemplo disso.
Fora dos trechos isolados do México, os limites mais ao sul dessa zona climática na América do Norte situam-se ao norte do sul da Flórida e ao redor do litoral sul do Texas. As cidades nos limites mais ao sul, como Tampa e Orlando, e ao longo da costa do Texas em torno de Corpus Christi, em direção a Brownsville, geralmente apresentam clima quente o ano todo e diferenças mínimas de temperatura entre as estações. Em contraste, cidades nos limites mais ao norte da zona climática, como Nova Iorque, Filadélfia e Louisville, no Kentucky apresentam verões quentes e úmidos e invernos frios. Essas áreas têm temperaturas médias no inverno no limite mais frio de climas classificados como subtropicais úmidos.
Queda de neve varia muito nesta zona climática. Em locais nos limites do sul desta zona e áreas ao redor da costa do golfo, cidades como Orlando, Tampa, Houston, Nova Orleans e Savannah raramente vêem a queda de neve, que ocorre, no máximo, algumas vezes por geração. Nas cidades do sul mais ao norte ou no interior, como Atlanta, Birmingham, Charlotte, Dallas, Memphis, Nashville, Raleigh e Richmond, a neve geralmente cai uma ou duas vezes por estação e geralmente é de 7,6 centímetros ou menos. No entanto, para a maioria do inverno, as temperaturas permanecem acima ou bem acima do congelamento. Nos limites mais ao norte dessa zona, cidades como Nova Iorque e Filadélfia costumam ver nevascas durante o inverno, com ocasionais tempestades de neve. Ainda assim, as temperaturas médias durante um inverno típico pairam acima do ponto de congelamento nesses locais.
A precipitação é abundante na zona climática subtropical úmida na América do Norte, mas com variações significativas em termos de meses e estações mais úmidas e secas. Grande parte do sul interior, incluindo os estados de Tennessee, Kentucky, e as metades do norte do Mississippi e do Alabama, tendem a ter no inverno ou na primavera (não verão) a máxima precipitação. Mais perto do Atlântico Sul e das costas do Golfo, há uma precipitação máxima no verão, com julho ou agosto geralmente sendo o mês mais chuvoso, como em Norfolk, Cabo Hatteras e Jacksonville na Carolina do Norte, e Charleston na Carolina do Sul, Mobile e Nova Orleans no Alabama. A aparência de um padrão de monções (invernos secos e verões úmidos) é evidente ao longo da costa do Atlântico, do sul da Carolina do Norte (Wilmington) ao sul da Flórida. A monção sazonal é muito mais forte na península da Flórida, já que a maioria dos locais na Flórida tem invernos secos e verões úmidos.
Além disso, áreas no Texas que estão ligeiramente no interior do Golfo do México, como Austin e San Antonio, que fazem fronteira com a zona climática semiárida, geralmente vêem um pico de precipitação em maio, um ponto mais seco na metade do verão e um pico de precipitação secundário, se não igual, em setembro ou outubro. As áreas mais ao sul da Costa do Golfo do Sul do Texas (Corpus Christi e Brownsville), que têm estreita fronteira com a classificação do clima tropical, geralmente têm uma forte precipitação em setembro e uma tendência à seca no inverno com a chuva aumentando na primavera, com dezembro ou janeiro sendo os meses mais secos.

## América do Sul
Os climas subtropicais úmidos são encontrados em uma porção considerável da América do Sul. O clima se estende pelos estados do Rio Grande do Sul, Santa Catarina e Paraná, na Região Sul do Brasil, em partes da Região Sudeste do Brasil, em seções do Paraguai, todo o Uruguai e na região do Rio da Prata, na Argentina. Grandes cidades como São Paulo, Buenos Aires, Assunção, Porto Alegre, Montevidéu e Bahía Blanca têm um clima subtropical úmido, geralmente na forma de verões quentes e úmidos e invernos suaves a frios. Essas áreas, que incluem os Pampas, geralmente apresentam uma categorização climática enquadrada no tipo Cfa.
O clima Cwa ocorre em partes das terras altas tropicais dos estados de Minas Gerais, Rio de Janeiro e Mato Grosso do Sul e também próximo ao altiplano andino no noroeste da Argentina. Essas áreas montanhosas apresentam temperaturas de verão que são quentes o suficiente para o clima não ser classificado na categoria de clima subtropical de altitude.

## Ásia

### Ásia Oriental

Climas na China.
Zona climática Cfa
Zona climática Cwa

No leste e sudeste da Ásia, esse tipo de clima é encontrado no sudeste da China continental, de Hong Kong ao norte até Nanjing, a metade norte de Taiwan, norte de Mianmar, norte do Vietnã, e norte até o sul e centro do Japão (Kyushu, Shikoku e metade Honshu) e a extremidade sul da Coreia do Sul em torno de Busan. As cidades próximas ao limite equatorial desta zona incluem Hong Kong, Hanói e Taipé; enquanto Qingdao e Tóquio estão perto do limite norte.
A influência do forte anticiclone siberiano no leste da Ásia traz temperaturas de inverno mais frias do que nos invernos das zonas subtropicais úmidas na América do Norte, América do Sul e Austrália. Na Ilha de Hainan e em Taiwan, o clima transita de subtropical para tropical. Na maior parte desta região, a monção de inverno é muito bem desenvolvida, já que as zonas subtropicais úmidas do leste asiático têm uma forte estação seca de inverno e fortes chuvas de verão.
Somente nas áreas do interior abaixo do rio Yangtzé e nas áreas costeiras, entre aproximadamente o rio Huai e o começo da costa de Guangdong, há chuvas de inverno suficientes para produzir um clima Cfa; Mesmo nessas áreas, a precipitação e a vazão se apresentam bem marcadas no verão, ao contrário de outras regiões desse tipo climático. A seca pode ser severa e frequentemente catastrófica para a agricultura na zona do clima Cwa.
A única área em que a precipitação de inverno é igual ou mesmo superior à da chuva de verão é na costa do Japão, que durante o inverno está no lado de barlavento do oeste. A precipitação de inverno nessas regiões é geralmente produzida por sistemas de baixa pressão ao largo da costa leste, que se desenvolvem no fluxo em terra a partir da alta da Sibéria. A chuva de verão vem da monção do leste asiático e de tufões frequentes. A precipitação anual é geralmente superior a 1000 milímetros, e em áreas abaixo do Himalaia pode ser ainda muito maior.

### Ásia Meridional
Os climas subtropicais úmidos também podem ser encontrados no sul da Ásia, principalmente ao longo do rio Ganges. No entanto, os climas subtropicais úmidos aqui exibidos diferem acentuadamente daqueles da Ásia Oriental (e também de uma boa parte do globo terrestre). Os invernos aqui são tipicamente suaves, secos e relativamente curtos. Eles também tendem a ser nebulosos. Os verões tendem a ser longos e muito quentes, começando em meados de abril e atingindo o auge em maio e início de junho, com temperaturas altas frequentemente acima de 40 °C. Eles também tendem a ser extremamente secos, com tempestades de poeira, características geralmente associadas a climas áridos ou semiáridos. Durante este período, muitas árvores nativas perdem suas folhas para economizar água. Este período é seguido pelas monções mais frias, onde a região enfrenta fortes chuvas quase diariamente. As altas temperaturas médias diminuem durante a estação das monções, mas a umidade aumenta. Isso resulta em condições quentes e úmidas, semelhantes aos verões em outros climas subtropicais úmidos. Cidades como Nova Deli, Lucknow, Kanpur e Patna exibem esta versão atípica do clima, na Índia. No Paquistão, as cidades gêmeas de Islamabad e Rawalpindi, bem como a cidade de Swabi em Khyber Pakhtunkhwa, apresentam esse padrão climático.
No sul da Ásia, os climas subtropicais úmidos geralmente atingem a classificação de climas continentais com o aumento da altitude, ou nos climas de chuvas de inverno nas áreas ocidentais do Paquistão e noroeste da Índia (por exemplo, Peshawar no noroeste do Paquistão ou Srinagar no Vale da Caxemira na Índia, onde o pico de precipitação primária ocorre em março, não em julho ou agosto). Mais a leste, em áreas montanhosas com monções mais longas, como no Nepal, a variação sazonal de temperatura é menor do que nas planícies.

### Ásia Ocidental
Embora os climas subtropicais úmidos na Ásia estejam principalmente confinados ao sudeste do continente, há duas áreas estreitas ao longo da costa do Mar Cáspio e do Mar Negro com climas subtropicais úmidos. Os verões nesses locais são mais frios do que os climas subtropicais úmidos típicos e a queda de neve no inverno é relativamente comum, mas geralmente é de curta duração.
Na Ásia Ocidental, o clima é predominante nas províncias iraniana de Gilan e Māzandarān, em partes do Cáucaso, no Azerbaijão e na Geórgia, entre os mares Cáspio e Negro e na Turquia costeira (Mar Negro), embora tenha mais influência oceânica.
A precipitação anual varia de cerca de 740 mm em Sari a mais de 2000 mm em Bandar-e Anzali, e é pesada durante todo o ano, com um máximo em outubro ou novembro, quando Bandar-e Anzali pode ter uma média de 400 mm. As temperaturas são geralmente moderadas em comparação com outras partes da Ásia Ocidental. Durante o inverno, as áreas costeiras podem receber nevascas, que geralmente são de curta duração.
Em Rasht, a média máxima em julho é em torno de 28 °C, mas com umidade quase saturada, enquanto em janeiro é de cerca de 9 °C. As chuvas pesadas e distribuídas uniformemente se estendem para o norte até a faixa costeira do Mar Cáspio do Azerbaijão até sua fronteira norte, mas esse clima no Azerbaijão é, no entanto, um caso limítrofe entre as zonas dos climas Cfb e Cfa (clima oceânico e clima subtropical úmido).
No oeste da Georgia (Batumi e Kutaisi) na planície de Kolkheti e a costa nordeste da Turquia (Giresun) têm um clima semelhante ao de Gilan e Mazandaran no Irã e muito semelhante ao do sudeste e do norte do Azerbaijão. As temperaturas variam de 22 °C no verão a 5 °C no inverno e a precipitação é ainda maior do que no Irã, até 2.300 mm por ano em Hopa (Turquia). Esses climas são um caso limítrofe entre as zonas dos climas Cfb e Cfa (clima oceânico e clima subtropical úmido).

## Europa

Tipos climáticos da Europa.
Zona climática Cfa
Zona climática Cwa

Na Europa Central, uma pequena área de climas subtropicais úmidos está localizada em áreas de transição entre os climas oceânicos e climas continentais, em áreas onde a temperatura mais alta no verão não a qualifica para inclusão no esquema climático do tipo Oceânico (mas, na classificação climática de Trewartha, este tipo de clima está incluído nas áreas do centro-oeste da Europa, e é classificado como clima temperado oceânico) e invernos suaves não permitem sua inclusão em climas continentais, como na Sérvia. As temperaturas médias no verão em áreas da Europa com este clima geralmente não são tão quentes quanto a maioria das outras zonas subtropicais ao redor do mundo.
O Vale do Pó, no norte da Itália, incluindo grandes cidades como Milão, Turim, Bolonha e Verona, tem um clima subtropical úmido, apresentando verões quentes e úmidos com frequentes tempestades. Os invernos são nebulosos, úmidos e frios, com explosões repentinas de gelo. Algumas partes do vale têm um clima continental ameno. Lugares ao longo das margens do Lago Maggiore, Lago Lugano, Lago Como têm um clima subtropical úmido com uma alta quantidade de chuvas durante o verão.
As áreas costeiras na metade norte do mar Adriático também se enquadram nessa zona climática. As cidades incluem Trieste, Veneza e Rimini na Itália, Split na Croácia, Koper na Eslovênia e Kotor no Montenegro. Outras áreas do sul da Europa, na zona do Cfa, incluem os vales centrais e a costa da Catalunha de Girona e Barcelona na Espanha, e alguns vales no nordeste da Espanha, Macedônia Ocidental na Grécia, e o Vale do Garonne e Vale do Ródano na França.
Ao longo da costa da Bulgária, costa da Romênia, Sochi na Rússia e Crimeia, os verões são muito quentes (mais altos que 22 ° C no mês mais quente) para se classificar o clima como oceânico, sem congelamento, e precipitação suficiente no verão e, às vezes, condições úmidas, onde seriam classificados sob Cfa, apesar de estarem muito próximas da zona continental úmida. Todas estas áreas estão sujeitas a nevascas ocasionais e em alguns casos repetidas durante o inverno.
Nos Açores em Portugal, algumas ilhas têm este clima, com invernos muito suaves e chuvosos (mais quentes que 13 °C) e sem nevascas, e verões quentes (mais quentes que 21 ou 22 °C) mas sem estação seca durante o período mais quente, o que significa que o clima não pode ser classificado nem como oceânico, nem como mediterrânico, mas apenas como clima subtropical úmido, como na ilha do Corvo.
Em muitos outros sistemas de classificação climática além do de Köppen, a maioria desses locais não seria incluída no agrupamento subtropical úmido. A maior precipitação de verão e o fluxo de massas de ar tropicais no verão não estão presentes na Europa, como no leste da Austrália ou no sul dos Estados Unidos.

## Oceania

Austrália segundo a classificação climática de Köppen.
Zona climática Cfa
Zona climática Cwa

A zona climática subtropical úmida é predominantemente no leste da Austrália. Na faixa costeira de Mackay, em Queensland até a costa sul de Sydney, onde transita para os climas oceânicos mais frios e úmidos.
De Newcastle, cerca de 200 quilômetros a nordeste de Sydney, a zona Cfa se estenderia ao interior de Nova Gales do Sul, excluindo as regiões montanhosas (que têm um clima oceânico), estendendo-se para Dubbo a noroeste e Wagga Wagga para o sul, terminando na fronteira entre os estados de Nova Gales do Sul e Victoria, em Albury e Wodonga. Note-se que estes locais teriam características de clima semiárido e ou mediterrânico. Além disso, os climas internos do Cfa geralmente têm verões mais secos, ou pelo menos verões com baixa umidade.
O calor extremo é mais comum em Sydney do que em outras grandes cidades australiana da zona Cfa na Austrália, especialmente nos subúrbios ocidentais, onde as altas acima de 40 °C não são incomuns. A geada é predominante nas áreas mais interiores de Sydney, como em Richmond. A precipitação média anual na região de Sydney varia entre 800 mm e 1200 mm.
Geralmente, há um máximo de chuvas de verão distintas que se torna mais pronunciado em direção ao norte. Em Brisbane, o mês mais chuvoso (fevereiro) recebe cinco vezes mais precipitação do que mês mais seco (setembro). As temperaturas são muito quentes, mas não excessivas: a média máxima em fevereiro está geralmente em torno de 29 °C e em julho em torno de 21 °C. As geadas são extremamente raras, exceto em altitudes mais altas, mas temperaturas acima de 35˚C não são comuns na costa.
Ao norte da zona climática Cfa, há uma zona que se estende para o norte até a zona climática do clima Cwa. Esta região tem um período de inverno seco muito pronunciado, com chuvas frequentemente insignificantes entre junho e outubro. As temperaturas do inverno geralmente caem apenas ligeiramente abaixo de 18 °C, o que classificaria a região como uma região de clima tropical de savana, tipo Aw ou As.
A precipitação anual na zona climática subtropical úmida da Austrália pode chegar a até 2.000 mm em locais costeiros e geralmente é de 1.000 mm ou mais. Os períodos mais intensos de chuvas de 2-3 dias que ocorrem nesta zona costeira são, no entanto, o resultado das baixa da costa leste que se formam ao norte de um grande sistema de alta pressão, podendo haver grande variação nos valores de precipitação de ano para ano como resultado desse sistema. Como exemplo de Lismore, que fica no centro desta zona, a precipitação anual pode variar de menos de 550 mm (como em 1915) a mais de 2.780 mm (como em 1950).

## Cidades selecionadas
| - Buenos Aires, Argentina (Cfa) - Montevidéu, Uruguai (Cfa) - Assunção, Paraguai (Cfa) - Florianópolis, Santa Catarina, Brasil (Cfa) - Porto Alegre, Rio Grande do Sul, Brasil (Cfa) - Londrina, Paraná, Brasil (Cfa) - Brisbane, Austrália (Cfa) - Sydney, Austrália (Cfa) - Albury, Austrália (Cfa) - Washington D.C, Estados Unidos (Cfa) - Orlando, Flórida, Estados Unidos (Cfa) - Dallas, Texas, Estados Unidos (Cfa) - Astara, Azerbaijão (Cfa) - Horta, Açores, Portugal (Cfa) - Ilha das Flores, Açores, Portugal (fronteira entre Cfa e Cfb) - Belgrado, Sérvia (Cfa) - Lugano, Suíça (fronteira entre Cfa e Cfb) - Sóchi, Rússia (Cfa) - Kutaisi, Georgia (Cfa) - Portorož, Eslovênia (Cfa) - Cozani, Grécia (Cfa) - Milão, Itália (Cfa) - Veneza, Itália (Cfa) - Serinagar, Índia (Cfa) - Xangai, China (Cfa) - Tóquio, Japão (Cfa) - Osaka, Japão (Cfa) - Durban, África do Sul (Cfa) - São Paulo, Brasil (Cfa e Cwa) - Siguatepeque, Honduras (Cfa e Cwa) - Taipé, Taiwan (Cfa) | - Córdoba, Argentina (Cwa) - Santiago del Estero, Argentina (Cwa) - Mackay, Queensland, Austrália (Cwa) - Islamabade, Paquistão (Cwa) - Nova Déli, índia (Cwa) - Catmandu, Nepal (Cwa) - Zhengzhou, China (Cwa) - Chengdu, Sichuan, China (Cwa) - Hong Kong (Cwa) - Hanói, Vietnã (Cwa) - Guadalajara, México (Cwa) |